# Хребты безумия
«Хребты безумия» (англ. At the Mountains of Madness) — роман американского писателя Говарда Филлипса Лавкрафта в жанре ужасов и фантастики, который был написан с февраля по март 1931 года. В том же году роман отклонил редактор «Weird Tales» Фарнсворт Райт на основании его длины. Впервые «Хребты безумия»  были опубликованы в выпуске «Astounding Stories» за февраль, март и апрель 1936 года.
История описывает события катастрофической экспедиции ученых в Антарктиду в сентябре 1930 года, которая обнаружила останки древней цивилизации, более древней, чем человечество, и осознание доисторического прошлого Земли, рассказанного при помощи фресок, и скульптур. Вдохновением послужил интерес Лавкрафта к исследованию Антарктики; континент ещё не был полностью исследован в 1930-е годы. Роман является одним из главных произведений в цикле «Мифы Ктулху».

## Сюжет
Американский геолог Дайер  рассказывает, почему он пытается убедить мировое сообщество не посылать новые научные группы вглубь Антарктиды и открывает новые шокирующие подробности экспедиции, в которой он участвовал, и о которых ранее умолчал.
В 1930 году Мискатоникский университет города Аркхема отправляет в Антарктику исследовательскую экспедицию из 20 человек, оснащённую по последнему слову техники. У них имелось 5 самолётов, 2 корабля, собачьи упряжки и новейшая буровая установка Пибоди, позволяющая добывать образцы с большой глубины. По прибытии, ученые замечают с самолёта огромные горы, словно, мираж из Мира грез, не уступающие по высоте Гималаям, — Дайер назвал их Хребтами безумия. Практически сразу же, при бурении сланцевых пород они находят отпечатки неизвестных существ докембрийского периода.
Одна из двух групп, под руководством Лейка разбивает лагерь у подножия гор и приступает к бурению. Они натыкаются на пещеру, где сохранились останки древнейших организмов и странные камни с зелёным узором в форме пятиконечной звезды. Ученые делают открытие, что меняет все представления о жизни. Они извлекают из-подо льда нечто чудовищное, — превосходно сохранившиеся экземпляры бочкообразных существ темно-серого цвета. У них необычайно плотная кожа, перепончатые крылья, пятиконечная голова, похожая на морскую звезду и щупальца с «лапками». Находка взбудоражила экспедицию.
Найденные 14 экземпляров доставили в лагерь. Собаки лают, чуя их едкое зловоние. Лейк производит вскрытие: ткань существ не имеет клеточного строения, они обладают высокоразвитой нервной системой, а вместо крови у них густая зелёная жижа. Эти существа могли плавать как амфибии, ходить и летать. Структура организма похожа на грибы, а размножались они спорами, — как папоротникообразные. Остается неясным, как им удалось эволюционировать до такого состояния, если их следы обнаружили даже в архейских отложениях, когда только зарождалась жизнь. Денфорт назвал их Старцами из «Некрономикона».
На следующий день группа Лейка не выходит на связь. Вторая группа из 10 человек, во главе с Дайером, отправляется в их лагерь. На месте их глазам предстает жуткое зрелище: все 11 человек мертвы, а их тела изуродованы. Несколько тел людей и даже собак носят следы патологоанатомического вскрытия. Всё это было похоже на вспышку безумия. Лагерь разнес ураган, а все оборудование испорчено. Некоторые странности казались ещё более пугающими: из 14 экземпляров существ были найдены лишь 6, но ещё более пугало, что они были похоронены в снегу и накрыты плитами. Остальные 8 особей исчезли. Гедни, участник группы, пропал без вести. Увиденное настолько поражает исследователей, что они решают соблюдать цензуру сообщений, передав на базу лишь краткий отчёт о гибели группы Лейка. В дальнейшем было принято решение о разведывательном полёте через горы. Дайер и Денфорт перелетают через Хребты безумия высотой 25000 футов. Последующие события происходят только с ними двумя.
Дайер и Денфорт видят на другой стороне гор ледяное плоскогорье и руины древнего города. Они сажают самолёт и входят в город, состоящий из циклопических строений, что были погребены под толщей льдов миллионы лет. По краю города полукругом видны входы пещер, рядом с которыми стоят симметричные выступы. Строения разных геометрических форм использовали неизвестный инженерный принцип, идеально точно совмещаясь друг с другом. Здания соединяются между собой на манер сот. В домах множество окон и комнат-ячеек. Вместо лестниц применялись лежащие под углом каменные плиты с ребристой поверхностью. Пустота создавала впечатление эвакуации перед катастрофой. Город был уже заброшен, когда ещё в Антарктиде было тепло. Об этом городе говорят в Культе Ктулху и последователи Тсатхоггуа. На стенах высечены потрясающе искусные барельефы, изображающие карты древних палеоконтинентов, астрономические таблицы и историю обитателей.  

Создателями города были Старцы, — эти древние существа прибыли на Землю в ранний геологический период. За годы эволюции на далекой планете они обрели безграничную мощь и плотность тканей, позволяющую им жить практически где угодно. Их цивилизация прошла научно-техническую стадию развития и они редко использовали технику, а в её основе лежал неизвестный принцип получения энергии. Массовые переселения случались не часто; только во время колонизаций планет. Старцы заселили район Антарктики и создали первых живых существ, дав начало процессу неконтролируемой эволюции. Одними из наиболее удачных их созданий были шогготы — многоклеточная протоплазма, способная под гипнозом изменять форму. Так они получили идеальных рабов для выполнения работ. Старцы строили мегаполисы под водой и по всей суше, при помощи шогготов, гигантских рептилий и птеродактилей. Ради вкусного мяса и забавы Старцы вывели примитивное млекопитающее — как домашнего зверька; который обладал чертами будущих обезьян и человекообразных существ.    
Однажды на Землю вторглась раса пришельцев, похожих на осьминогов, — Потомков Ктулху. В результате кровопролитной войны был заключён мирный договор, по которому новые земли отходили Потомкам Ктулху, а за Старцами оставался океан и земли в Антарктиде. Позже часть суши вновь опустилась на дно, а вместе с ней затонул зловещий город Р'льех и все космические осьминоги в придачу. Старцы снова стали единственными хозяевами планеты. В юрский период на долю Старцев выпала новая беда — из космоса прилетела раса Ми-Го, сочетавшая в себе черты ракообразных и грибов, с совершенно иной материальной структурой. Ми-Го вытеснили Старцев с северных земель и последние их города остались лишь в глубине Антарктики. В третичный период Старцы построили много городов и вывели новый вид послушных шогготов-чернорабочих, понимавших речевые приказы. В пермский период у Старцев появился новый враг — шогготы, нарастившие интеллект до опасного уровня. Они научились запоминать гипнотические приказы хозяев и таким образом управлять своей формой. В итоге они стали неуправляемыми и начали восстание. Старцы уничтожили непокорных шогготов мощным оружием, вызывающим у них нарушения на молекулярном уровне.
В каменноугольном периоде началось похолодание, вынудившее Старцев укрыться в городе на дне подземного моря, согреваемого геотермальными источниками. В плейстоцене город у отрогов гор полностью опустел. Фрески отражают упадок цивилизации: Старцы утратили секрет создания жизни и межзвёздных полётов. В плиоцене образовалось Плато Ленг, окруженное грандиозной горной цепью, ещё выше Хребтов безумия, — 40000 футов. Вероятно, там находится Неведомый Кадат, описанный в «Пнакотических рукописях». Старцы боялись безымянного зла с этих гор, откуда однажды река принесла первый кусок льда. В итоге льды уничтожили королевство Ломар и Гиперборею. Последние фрески резко ухудшились в качестве, будучи выполнены в грубой манере.   
Ученые, продвигаясь вглубь города, замечают следы саней и чувствуют запах бензина. Это наводит их на мысль о Гедни. Двигаясь далее, они находят вещи из лагеря и карту, на которой отмечен вход в подземный тоннель под башней, — места культовых сборищ. Дайер и Денфорт спускаются в подземный туннель, где находят трупы Гедни и собаки. Они понимают, что произошло: группу Лейка перебили пробудившиеся Старцы, которые оказались засыпаны в пещере, пока их не нашли люди. Очнувшись среди льдов, Старцы расправились с людьми и пытались изучать их, а затем вернулись в город, но обнаружили его заброшенным, после же пошли в другой, на дне подземного моря. Ученые двигались вслед за ними по подземному пути.
Дайер и Денфорт встречают в тоннеле слепых пингвинов-гигантов, недавно выбравшихся из воды. Следом ученые обнаруживают 4 трупа Старцев (хотя особей было 8), с отъеденными головами и в луже зелёной слизи (так на фресках выглядели жертвы шогготов). Вдруг, невдалеке послышались трубные возгласы «Текели-ли!». Ученые бегут назад, увидев очнувшегося от спячки шоггота, который убил Старцев и теперь гнался за ними:
Оно казалось реальным воплощением «чужого», инородного организма, какие любят изображать наши фантасты, и более всего напоминало движущийся состав, если смотреть на него с платформы станции метро. Тёмная громада, усеянная ярко светящимися разноцветными точками, рвалась из подземного мрака, как пуля из ствола. За нами гналась, синусоидно извиваясь, кошмарная чёрная блестящая тварь, длиною не менее пятнадцати футов, изрыгавшая зловоние; а густой пар окружал её, восставшую из морских глубин. Это невообразимое чудовище — бесформенная масса пузырящейся протоплазмы — слабо иллюминировало, образуя тысячи вспышек зеленоватым светом.
Ученые чудом спаcлись, поскольку шоггот свернул не в тот туннель на перекрёстке. Им стало ясно, что в прошлом шогготы опять взбунтовались и уничтожили Старцев, а затем заселили их подводный город. Добравшись до самолёта, Дайер и Денфорт летят на базу Мак-Мердо, договорившись молчать о произошедшем. Во время полёта в небе сияет красный оттенок и звучат трубные звуки. Денфорт видит в небе нечто, что вызывает у него нервный срыв. Теперь он твердит: «Чёрная бездна, резные края, протошогготы, пятимерные безоконные конструкции, безымянный цилиндр, прежний Фарос, Йог-Сотот, первобытное белое желе, цвет из космоса, крылья, глаза в темноте, лунная лестница, первозданный, вечный, неумирающий».
На этом рассказ Дайера заканчивается. Он пытается отговорить других ученых от экспедиций в горы Антарктики, чтобы никто по потревожил шогготов, которые все ещё там и угрожают всему человечеству.

## Герои

### Дайер
- Уильям Дайер (англ. Dyer), от лица которого ведётся повествование — геолог Мискатоникского университета, а также глава антарктической экспедиции. В повести упоминается только его фамилия, однако полное имя дано в другом произведении Лавкрафта, — «За гранью времён», где он принимает участие в экспедиции в Большую песчаную пустыню в Австралии.

### Денфорт
- Денфорт (англ. Danforth) — студент Мискатоникского университета, участник антарктической экспедиции. Любитель эзотерической литературы, он один из немногих дочитал до конца «Некрономикон». Сопровождал Дайера в его путешествии по древнему городу Старцев и перенёс тяжёлый нервный срыв, увидев что-то, о чём отказался рассказывать.

### Другие участники экспедиции
- Лейк (англ. Lake) — профессор биологии в Мискатоникском университете, предложил совершить вылазку в направлении Хребтов безумия, благодаря чему были найдены останки Старцев (названных так благодаря сходству с чудовищами, описанными в «Некрономиконе»). Он же проводил вскрытие одной из особей. Был убит Старцами вместе с остальными членами группы.
- Этвуд (англ. Atwood) — профессор физики в Мискатоникском университете, а также метеоролог экспедиции. Член группы Лейка, убит вместе с остальными её членами.
- Гедни (англ. Gedney) — юный геолог пропал без вести, Дайер подозревал его в том, что он, в приступе безумия, убил своих товарищей и скрылся. Однако, позднее Дайер и Дэнфорт нашли его труп.
- Фрэнк Х. Пибоди (англ. Frank H. Pabodie) — профессор Мискатоникского университета, разработчик буровой установки. Лавкрафт писал, что выбрал это имя, так как оно типично для жителей Новой Англии, но не так распространено, чтобы стать банальным. Другой вариант написания имени — Пибоди (англ. Peabody), имя, знакомое Лавкрафту по «Музею Пибоди» в Салеме[5].
- Натаниэль Дерби Пикман (англ. Nathaniel Derby Pickman) — финансировал экспедицию. Не участвовал в ней.
- Аспиранты: Кэрролл, Дэниелс, Моултон, Дуглас, Шерман, Роупс и радист Мактай (англ. Carroll, Moulton, Douglas, Douglas, Ropes, Sherman and radio operator McTighe).
- Бурильщики: Фаулер, Оррендорф, Уоткинс, Миллс, Будро (англ. Fowler, Orrendorf, Watkins, Mills, Boudreau).
- Студенты (англ. Students) — участвовали в экспедиции, всего более 6 человек в группе.

### Расы пришельцев
- Старцы (англ. Old Ones) — это буквально древнейшие существа, создатели жизни на многих планетах. У них сверхпрочная кожа, похожая на морскую звезду голова, бочкообразное тело с множеством щупалец и лженогой, а сзади пара веерообраных складных крыльев. Они полностью материальные существа, имеющие много общего с растениями, которые размножаюся при помощи спор – как папоротникообразные. Издавали трубные звуки. Могли быстро перемещаться и парить на своих крыльях в космосе, но затем утратили эти возможности.
- Шогготы (англ. Shoggoths) — бесформенные в обычном состоянии существа, состоящие из желеподобной пузырчатой вязкой массы. Меняют свою форму, очертания, объём: то создавая себе, то уничтожали органы слуха, зрения, речи, во всем подражая хозяевам, – Старцам. Многоклеточная протоплазма, способная под гипнозом образовывать нужные временные органы.
- Потомки Ктулху (англ. Cthulhu spawn) — это буквально творения Ктулху, осьминогоподобные пришельцы из бездны в глубинах космоса. Построили циклопический город Р'льех, жили на суше.
- Ми-го (англ. Mi-Go) — ракообразные, покрытые панцирем, существа с чертами низших растений, а именно грибов. Аномальные существа, изменяющие материальную структуру тела. Заселили многие планеты, включая Плутон. Прибыли из ещё более отдаленной части Вселенной и об их внегалактическом происхождении можно лишь строить самые немыслимые догадки. В повести «Шепчущий во тьме» говорится, что Ми-го пришли из Иного измерения и заселили весь космос, а все остальные формы жизни представляют их же вырожденные ветви.

## Вдохновение
Лавкрафта всю жизнь интересовали исследования Антарктики. С. Т. Джоши писал: «Лавкрафт был очарован Антарктикой с тех пор, как ему исполнилось 12 лет, когда он написал несколько небольших трактатов о ранних исследователях Антарктики». В 9 лет, вдохновлённый книгой У. Кларка Рассела «Замороженный пират» (1887 года), Лавкрафт написал «несколько набросков», установленных в окружении Антарктиды.
К 1920-м годам Антарктида осталась «одной из последних неисследованных областей в мире». Современные карты континента показывали множество провокационных пробелов и Лавкрафт смог использовать своё воображение, заполняя их... несколько опасаясь явных противоречий. Он был точен в представлении географических знаний и ссылался на континентальный дрейф, — теории Тейлора, Вегенера и Джоли, в то время ещё не утвердившиеся окончательно в научном мире.
Первая экспедиция Ричарда Бэрда состоялась в 1928—1930 годах. Лавкрафт неоднократно упоминал Бэрада в письмах: «геологи экспедиции Берда, обнаружили много окаменелостей, указывающих на их тропическое прошлое». Фактически, экспедиция Мискатоникского университета смоделирована после экспедиции Бэрда.
Лин Картер в книге «Лавкрафт: взгляд за Мифами Ктулху» предполагает, что источником вдохновения является собственная гиперчувствительность Лавкрафта к холоду, — о чём свидетельствует случай, когда он «рухнул на улице и добрался в аптеку уже без сознания», потому что температура упала с 15 до -1 градуса. «Ненависть и ужас, которые вызывали у него сильный холод, были перенесены в его произведения», — и эти строки передают взрывное, удушающее ощущение, вызванное минусовой температурой, так как, даже, сам Эдгар По не мог бы это передать. Однако, С. Т. Джоши назвал эту теорию «поверхностной».
С. Т. Джоши ссылается на самый очевидный источник — единственный роман Эдгара По, «Повесть о приключениях Артура Гордона Пима», финал которого происходит в Антарктиде. Лавкрафт дважды цитирует «тревожные и загадочные» строки По и загадочный крик «Текели-ли» или «Таккели». Он писал в письме Августу Дерлету, что финалом пытался добиться эффекта, подобного тому, что По достиг в «Пиме».
Ещё один предлагаемый источник — роман Эдгара Берроуза «У земного ядра» (1914), в котором высокоразвитая раса рептилий Махар жила в Полой Земле. Критик Уильям Фулвилер писал: «подумайте о сходстве Махара Берроуза и Старцев Лавкрафта: обе расы сочувственно представлены, несмотря на жестокое обращение с людьми», «это крылатые, доминирующие расы с паучьими ногами; они талантливы в области генетики, инженерии и архитектуры; Обе расы вывели людей и использовали их в качестве скота. Махар даже использует разновидность слуг, известных как Саготы (англ. Sagoths). Обе истории описывают новый метод бурения.
Другими возможными источниками являются «Люди Ямы» Абрахама Меррита, где похожим образом описан подземный город на Юконе; а также рассказом «Миллион лет спустя» Кэтрин Меткалф Руф, где динозавр вылупился из яйца, которому миллионы лет, вышедший в ноябрьском издании «Weird Tales» 1930 года. В письме Фрэнку Белкнэпу Лонгу Лавкрафт объявил историю Меткалфа Руфа «гнилой, дешёвой и ребяческой» версией идеи, которую он выдвинул много лет назад, и его неудовлетворённость, возможно, спровоцировала его написать собственную повесть о «пробуждении сущности из тёмных пределов Земли». Лавкрафт использует типовые мифы о нечистой силе из бездны Подземного мира.
Эдвард Гимон утверждал, что «Хребты безумия» вдохновлены современным дискурсом о жизни на Марсе, включающим вымышленные работы и теории о марсианских каналах, описанных Персивалем Лоуэллом (с которым Лавкрафт познакомился в 1907 году). Гимон предложил и другие примеры: теории об упадке гренландских норманнов или живых шерстистых мамонтов на Аляске, и особенно подробности из открытия в 1930 году в Арктике останков экспедиции Андре на воздушном шаре.
«Энциклопедия Лавкрафта» предполагает, что концепция повести, возможно, вдохновлена работой «Закат Запада» Освальда Шпенглера. Некоторые подробности взяты из романа М. Ф. Шиля «Пурпурное облако» (1901 года), об освоении Арктики.
Название романа напоминает рассказ «Человек-Гашиш» лорда Дансани, в котором Эдвард Планкетт говорит: «И мы наконец-то добрались до тех холмов из слоновой кости, которые называются Горы Безумия…».
В рассказе «Безымянный город» Лавкрфт описывает исследование древнего подземного города, покинутого существами нечеловеческой расой, которые его построили — это создаёт прецедент «Хребтов безумия». В обеих историях исследователи используют рукописи нечеловеческих гуманоидов, чтобы воспроизвести историю их видов. Лавкрафт использовал похожие идеи в повести «Сомнамбулическом поиске неведомого Кадата».
Лавкрафт упоминает героев древнегреческих мифов: Орфея, открывшего проход в Загробный мир при помощи музыки; Одиссея, спустившегося на корабле в Подземный мир; Жену Лота, превратившуюся в камень.
В повести упоминаются: Мостовая гигантов, Петра, Сад богов, Долина монументов, Мачу-Пикчу, Киш, Стикс, Пальмира, Фарос и иные места из легенд.
Люди по фамилии Дайер, Денфорт, Гедни — были осуждены за колдовство во время процесса над салемскими ведьмами.

## История публикации
Лавкрафт отправил роман в «Weird Tales», но в июле 1931 года он был отвергнут Фарнсвортом Райтом, редактором журнала, по причине его длины. Лавкрафт плохо воспринял отказ и отложил произведение в сторону. В конце концов, он был представлен Юлиусом Шварцем, литературным агентом Лавкрафта, в 1935 году, к Ф. Орлину Тремейну, редактору «Astounding Stories».
Роман серийно выпускался в выпусках за февраль, март и апрель 1936 года. Лавкрафт получил за него 315 долларов (что эквивалентно 5 875 долларам в 2020 году) — максимум, который он когда-либо получал за свои произведения. Он был жестко отредактирован с изменениями орфографии, пунктуации и разбивкой по абзацам, а в конце рассказа было пропущено несколько длинных отрывков. Лавкрафт был возмущен и назвал Тремейна «проклятым помётом гиены [так в оригинале]». Отредактированные вручную копии «Astounding Stories» Лавкрафта легли в основу первого издания «Arkham House», но оно все ещё содержало более тысячи ошибок, а полностью восстановленный текст был опубликован в 1985 году.

## Критика
Роман был воспринят отрицательно при жизни Лавкрафта — что имело негативные последствия. Лавкрафт заявил, что его враждебный прием сделал «больше, чем что-либо, чтобы положить конец его успешной художественной карьере». Теодор Стерджен описал роман как «идеальный Лавкрафт» и «гораздо более ясная и большая часть работы мастера», а также как «настоящая научная фантастика чистейшей воды». Эдвард Гимонт утверждал, что «Хребты безумия», несмотря на Земную обстановку, помогли повлиять на более поздние изображения планетарных экспедиций в жанре научной фантастики, особенно на Артура Кларка, чья пародия 1940 года «В горах мрака» стала одним из его первых художественных произведений.

## «Мифы Ктулху»
Лавкрафт создал отдельную мифологическую базу об инопланетянах, посещавших Землю в доисторические времена — эти элементы лежат в основе «Мифов Ктулху». Лавкрафт впервые описывает сразу несколько враждующих инопланетян: Старцев, Шогготов, Ми-го, Потомков Ктулху. Эти существа обладают крайне аномальными свойствами, чуждыми нашему миру. В повести говорится, что в «Некрономиконе» и «Пнакотических рукописях» упоминаются и другие расы существ, с которыми воевали Старцы. Лавкрафт связывает внешний вид пришельцев с необычными условиями на их родных планетах, но их черты чем-то напоминают иллюстрации древнейших земных существ. На протяжении всей творческой карьеры Лавкрафт упоминает Древних (англ. Ancient Ones), Древнюю расу (англ. Ancient Race), Старцев (англ. Elder Ones), Старейшин (англ. Elder Things), Старшую расу (англ. Elder Race) и похожие названия, но их описание меняется, адаптируясь под изменившиеся интересы автора.
С. Т. Джоши пишет в своей книге «The Annotated H.P. Lovecraft», что «Хребты безумия» раскрывают истинные чувства Лавкрафта по поводу так называемых «Мифов Ктулху», которые приписывают ему многие последователи. Лавкрафт «демифологизирует» большую часть своих ранних работ, которые содержат такие элементы сверхъестественного ужаса, как монстры, божества и оккультизм. «Хребты безумия» объясняют многие элементы «Мифов Ктулху» при помощи рациональных терминов, что описывают события с точки зрения древних инопланетных цивилизаций, которые посещали Земле задолго до появления людей. Повесть популяризирует теорию древних космонавтов, а также место Антарктиды в ней.
Лавкрафт описывает космогонические мифы ранее в произведениях: «Карающий Рок над Сарнатом», «Безымянный город», «Зов Ктулху» и «Шепчущий во тьме». Структура сюжета повести является существенной переработкой рассказов «Безымянный город» и «Дагон». В рассказе «Дагон» моряк попадает на потусторонний остров, где находит барельефы с изображением амфибий. В рассказе «Безымянный город» ученый находит затерянный город в Аравийской пустыне и изучает фрески, изображающие историю расы рептилий, которые укрылись под землей от катаклизма, когда затонула их морская столица. В рассказе «Полярная звезда» приводится псевдоисторическая хроника событий, что происходят 26000 лет назад, перед оледенением королевства Ломар и Плато Ленг. В финале повести не удается узнать судьбу четырёх пропавших Старцев; улетая Денфорт и Дайер видят красное зарево и слышат гул труб. Вероятно, один из пришельцев сумел запустить некое событие или вызвал нечто, напугавшее Денфорта. В рассказе «Цвет из иных миров» очевидцев аналогичным образом пугает картина того, как пришелец с потоком света устремляется в космос и покидает Землю.
Лавкрафт постоянно намекает на «Страну снов». Ученые видят «миражи стен замков, сказочные города Страны грез и бесконечные горы — Хребты безумия»; «это сказочный, чудесный мир», «нам снится таинственная, диковинная страна»; «Неведомый мир, который еще не удавалось увидеть смертному»; «Перед нами распахнулись двери в древний, абсолютно чужой мир»; «Иллюзорный, призрачный мир, неизвестное измерение, где отсутствует время»; «Мёртвое царство теней» — это характерно для потусторонних мест. Судно держит радио связь с Кингспортом и лагерем экспедиции, которая находятся меж миров. Ученым удается сделать фотоснимки — персонажи Лавкрафта могут перенести в реальный мир артефакты из Страны снов. Ученые полагают, что за Хребтами находится Кадат. В повести «Сомнамбулический поиск неведомого Кадата» описана Чёрная башня, где находится спуск в Подземный мир. Чёрная башня в городе Старцев также имеет культовое значение.
В повести упоминаются места из Страны снов: Плато Ленг, королевство Ломар, Олатое, Иб в земле Мнар, Неведомый Кадат. Отдельно упоминаются мифические места фигурирующие в работах писателей, с которыми Лавкрафт обменивался ссылками в произведениях: Атлантида, Лемурия, Гиперборея, Коммория (англ. Commoriom), Узулдару (англ. Uzuldaroum) из произведений Кларка Эштона Смита; а также Валусия (англ. Valusia) из произведений Роберта Говарда.